# Sporting Charleroi in het seizoen 1993/94
Dit artikel beschrijft de prestaties van de Belgische voetbalclub Sporting Charleroi in het seizoen 1993–1994.

## Gebeurtenissen

### Transfers
Sporting Charleroi nam in de zomer van 1993 afscheid van uitblinker Pär Zetterberg. De Zweedse middenvelder keerde na een uitleenbeurt van twee seizoenen terug naar RSC Anderlecht. Ook verdediger Olivier Suray verhuisde tijdens de transferperiode naar de Brusselse landskampioen. De ervaren aanvaller Marc Wuyts ging eveneens in de hoofdstad aan de slag; hij tekende een contract bij RWDM. In ruil versterkte Charleroi zich onder meer met de Hongaarse spelers Gábor Bukrán en Tibor Balog. Bij vierdeklasser Andenne-Seilles ontdekte de club de Kameroense aanvaller Jean-Jacques Missé-Missé.

### Competitie
Ondanks het vertrek van Zetterberg, die begin 1994 de Gouden Schoen zou winnen, kon trainer Robert Waseige zijn team opnieuw naar de subtop loodsen. De Luikse coach begon met drie zeges op rij aan de competitie en zou in de heenronde ook de Waalse topper tegen Standard Luik winnen. De Rouches werden op Mambourg met 1–0 verslagen na een doelpunt van Nebojša Malbaša. Ook Club Luik kwam niet winnen in Charleroi. Het werd op Mambourg na een spectaculaire wedstrijd met 6–4 ingeblikt. Bij Charleroi scoorden er in dat duel zes verschillende spelers.
Enkel RSC Anderlecht en Club Brugge konden in het seizoen 1993/94 in zowel de heen- als terugronde winnen van Charleroi. Tegen de overige clubs sprokkelde Charleroi telkens punten. De terugronde werd ingezet met een klinkende zege (0–4) tegen Racing Genk na een hattrick van Malbaša. De Joegoslavische spits vormde een doeltreffend aanvalsduo met de Kameroener Jean-Jacques Missé-Missé, die bij Charleroi volledig ontbolsterde. De twee spitsen zouden samen uiteindelijk meer dan de helft van alle doelpunten van Charleroi scoren.
Ook de volgende drie duels van de terugronde werden gewonnen door de Zebra's. Uiteindelijk wist het elftal van Waseige tot het einde mee te strijden om een Europees ticket. Op de slotspeeldag won Charleroi met 3–1 van RFC Seraing. Het eindigde daardoor samen met Antwerp FC op een gedeelde vierde plaats, op drie punten van Standard. Die vierde plaats was het op een na beste resultaat ooit uit de clubgeschiedenis. Na afloop van het seizoen werd Waseige voor de tweede keer in zijn carrière verkozen tot Trainer van het Jaar.

### Beker van België
In de Beker van België bereikte Charleroi de kwartfinale, waarin het werd uitgeschakeld door Germinal Ekeren. Eerder hadden de Zebra's zelf stadsrivaal Olympic Charleroi en Verbroedering Geel uitgeschakeld.

## Spelerskern
| Naam                     | Nationaliteit | Geboortedatum | Vorige club                  |
| ------------------------ | ------------- | ------------- | ---------------------------- |
| Keepers                  |               |               |                              |
| István Gulyás            | Hongarije     | 01-05-1960    | Kispesti Honvéd (1991–1992)  |
| Peter Kerremans          | België        | 02-02-1961    | Beerschot (1986–1991)        |
| Olivier Desbruyères      | België        | 21-02-1975    | /                            |
| Verdedigers              |               |               |                              |
| Roch Gérard              | België        | 04-01-1972    | /                            |
| Čedomir Janevski         | Macedonië     | 03-07-1961    | Club Brugge (1989–1991)      |
| Michel Rasquin           | België        | 20-02-1964    | Beerschot (1989–1990)        |
| Rudy Moury               | België        | 01-03-1966    | Francs Borains (1985–1989)   |
| Fabrice Silvagni         | België        | 26-08-1966    | /                            |
| Eric Depireux            | België        | 18-02-1972    | Tilleur FC (1992–1993)       |
| Mario Fasano             | België        | 08-10-1973    | /                            |
| Middenvelders            |               |               |                              |
| Marco Casto              | België        | 02-06-1972    | /                            |
| Gábor Bukrán             | Hongarije     | 16-11-1975    | Kispesti Honvéd (1992–1993)  |
| Atty Affo                | Togo          | 27-08-1971    | /                            |
| Eric Van Meir            | België        | 28-02-1968    | Berchem Sport (1985–1991)    |
| Tibor Balog              | Hongarije     | 01-03-1966    | MTK Boedapest (1988–1993)    |
| Dante Brogno             | België        | 02-05-1966    | RA Marchiennoise (1984–1986) |
| Raymond Mommens          | België        | 27-12-1958    | KSC Lokeren (1975–1986)      |
| Michaël Paci             | België        | 13-12-1973    | /                            |
| Samuel Remy              | België        | 23-10-1973    | /                            |
| Aanvallers               |               |               |                              |
| Jean-Jacques Missé-Missé | Kameroen      | 07-08-1968    | Andenne-Seilles (1991–1993)  |
| Nebojša Malbaša          | Joegoslavië   | 25-06-1959    | Club Luik (1987–1991)        |
| Frédéric Jacquemart      | België        | 12-06-1972    | /                            |

- = aanvoerder

### Technische staf
| Functie         | Naam                | Nationaliteit |
| --------------- | ------------------- | ------------- |
| Coach           | Robert Waseige      | België        |
| Assistent-coach | Raymond Mertens     | België        |
| Assistent-coach | Michel Bertinchamps | België        |

## Uitrustingen
Shirtsponsor(s): ASLK / Multi Pass

Sportmerk: Activity
| Thuis | Thuis | Uit | Uit | Alternatief |

## Transfers

### Zomer
| Naam                     | Nationaliteit | Van / Naar          | Type       |
| ------------------------ | ------------- | ------------------- | ---------- |
| Inkomend                 |               |                     |            |
| Gábor Bukrán             | Hongarije     | Kispesti Honvéd     | Gekocht    |
| Tibor Balog              | Hongarije     | MTK Boedapest       | Gekocht    |
| Jean-Jacques Missé-Missé | Kameroen      | Andenne-Seilles     | Gekocht    |
| Eric Depireux            | België        | Tilleur FC          | Gekocht    |
| Uitgaand                 |               |                     |            |
| Pär Zetterberg           | Zweden        | RSC Anderlecht      | Einde huur |
| Olivier Suray            | België        | RSC Anderlecht      | Verkocht   |
| Christian Vavadio        | Zaïre         | La Louvière         | Verkocht   |
| David Baetsle            | België        | La Louvière         | Verkocht   |
| Marc Wuyts               | België        | RWDM                | Verkocht   |
| Dariusz Marciniak        | Polen         | Racing Jet Wavre    | Verkocht   |
| Thomas Acheampong        | Ghana         | Tubantia Borgerhout | Huur       |

## Eerste klasse

### Klassement
|         |    |                    | GW | W  | G  | V  | DV | DT | DS  | Ptn |
| ------- | -- | ------------------ | -- | -- | -- | -- | -- | -- | --- | --- |
| K (CL)  | 1  | RSC Anderlecht     | 34 | 24 | 7  | 3  | 79 | 31 | 48  | 55  |
| (beker) | 2  | Club Brugge        | 34 | 20 | 13 | 1  | 54 | 19 | 35  | 53  |
| (UEFA)  | 3  | RFC Sérésien       | 34 | 15 | 13 | 6  | 50 | 27 | 23  | 43  |
| (UEFA)  | 4  | Sporting Charleroi | 34 | 18 | 5  | 11 | 61 | 49 | 12  | 41  |
| (UEFA)  | 5  | Antwerp FC         | 34 | 14 | 13 | 7  | 44 | 38 | 6   | 41  |
|         | 6  | Standard Luik      | 34 | 13 | 12 | 9  | 43 | 22 | 21  | 38  |
|         | 7  | KV Oostende        | 34 | 10 | 16 | 8  | 45 | 41 | 4   | 36  |
|         | 8  | KV Mechelen        | 34 | 10 | 15 | 9  | 40 | 40 | 0   | 35  |
|         | 9  | KSK Beveren        | 34 | 11 | 11 | 12 | 42 | 40 | 2   | 33  |
|         | 10 | Germinal Ekeren    | 34 | 11 | 10 | 13 | 49 | 48 | 1   | 32  |
|         | 11 | Lommel SK          | 34 | 10 | 10 | 14 | 42 | 50 | -8  | 30  |
|         | 12 | Cercle Brugge      | 34 | 9  | 11 | 14 | 52 | 63 | -11 | 29  |
|         | 13 | Club Luik          | 34 | 9  | 11 | 14 | 40 | 59 | -19 | 29  |
|         | 14 | Lierse SK          | 34 | 7  | 14 | 13 | 30 | 42 | -12 | 28  |
|         | 15 | AA Gent            | 34 | 7  | 13 | 14 | 43 | 57 | -14 | 27  |
|         | 16 | RWDM               | 34 | 7  | 11 | 16 | 32 | 49 | -17 | 25  |
|         | 17 | KSV Waregem        | 34 | 6  | 7  | 21 | 32 | 62 | -30 | 19  |
|         | 18 | Racing Genk        | 34 | 4  | 10 | 20 | 38 | 79 | -41 | 18  |